# リアス式海岸

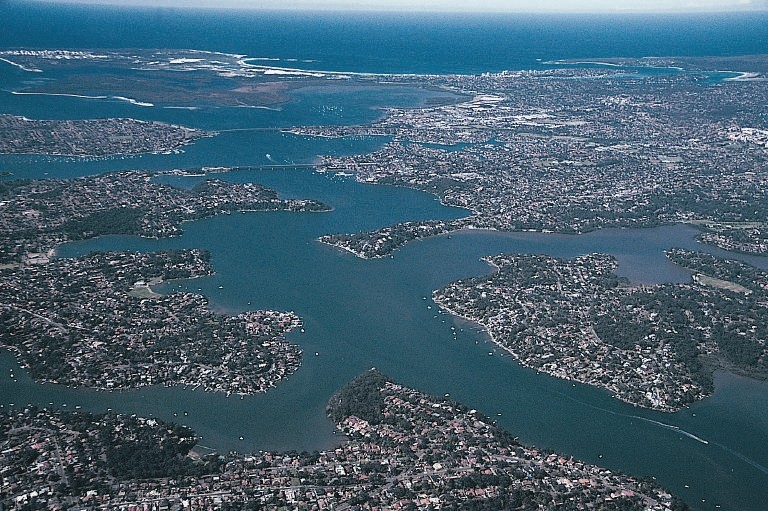
シドニーの南、ジョージ川河口に広がるリアス海岸 シドニーを良港たらしめた重要な地形である

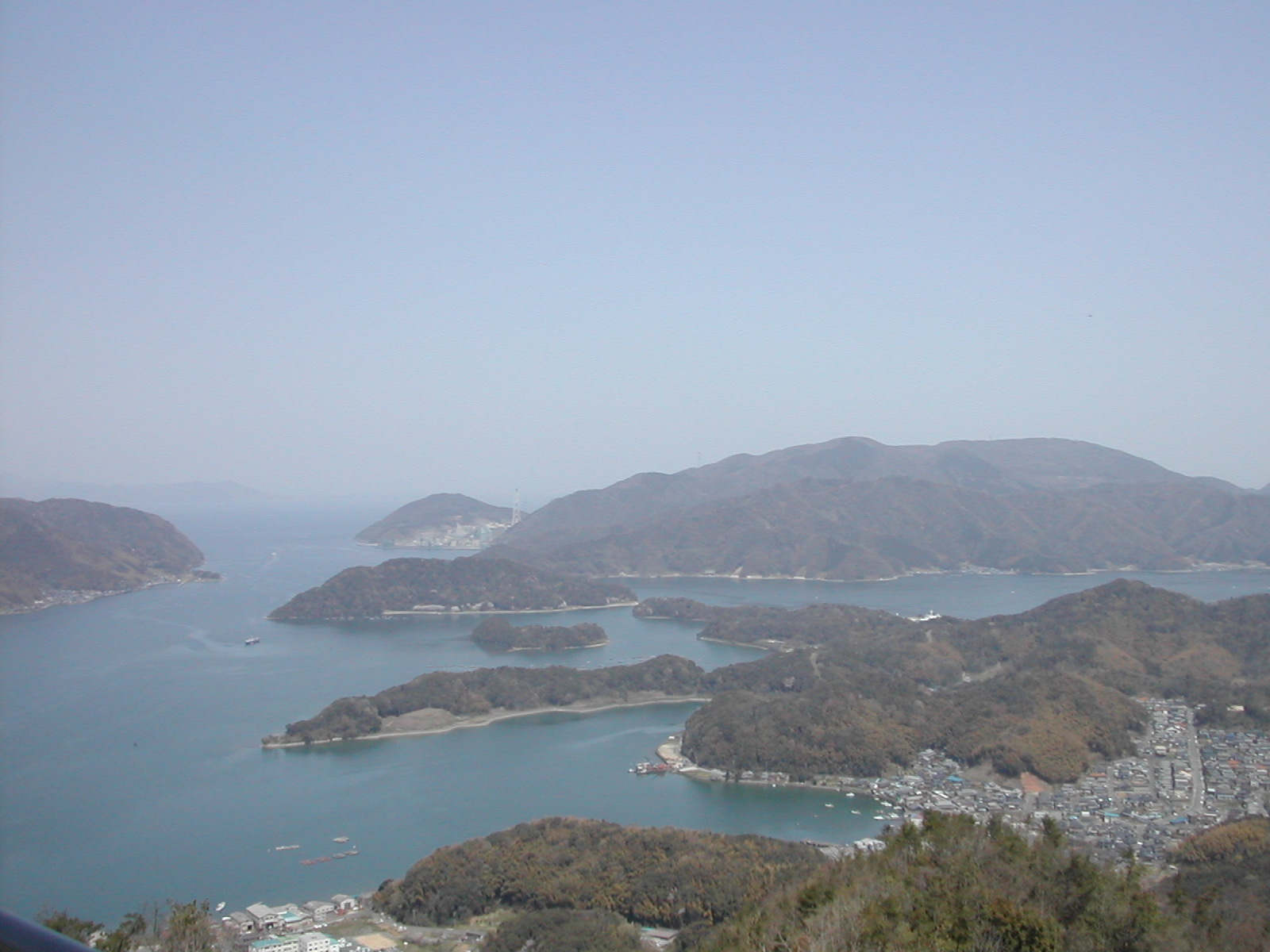
舞鶴湾のリアス海岸

英虞湾（画像横幅約15km。）

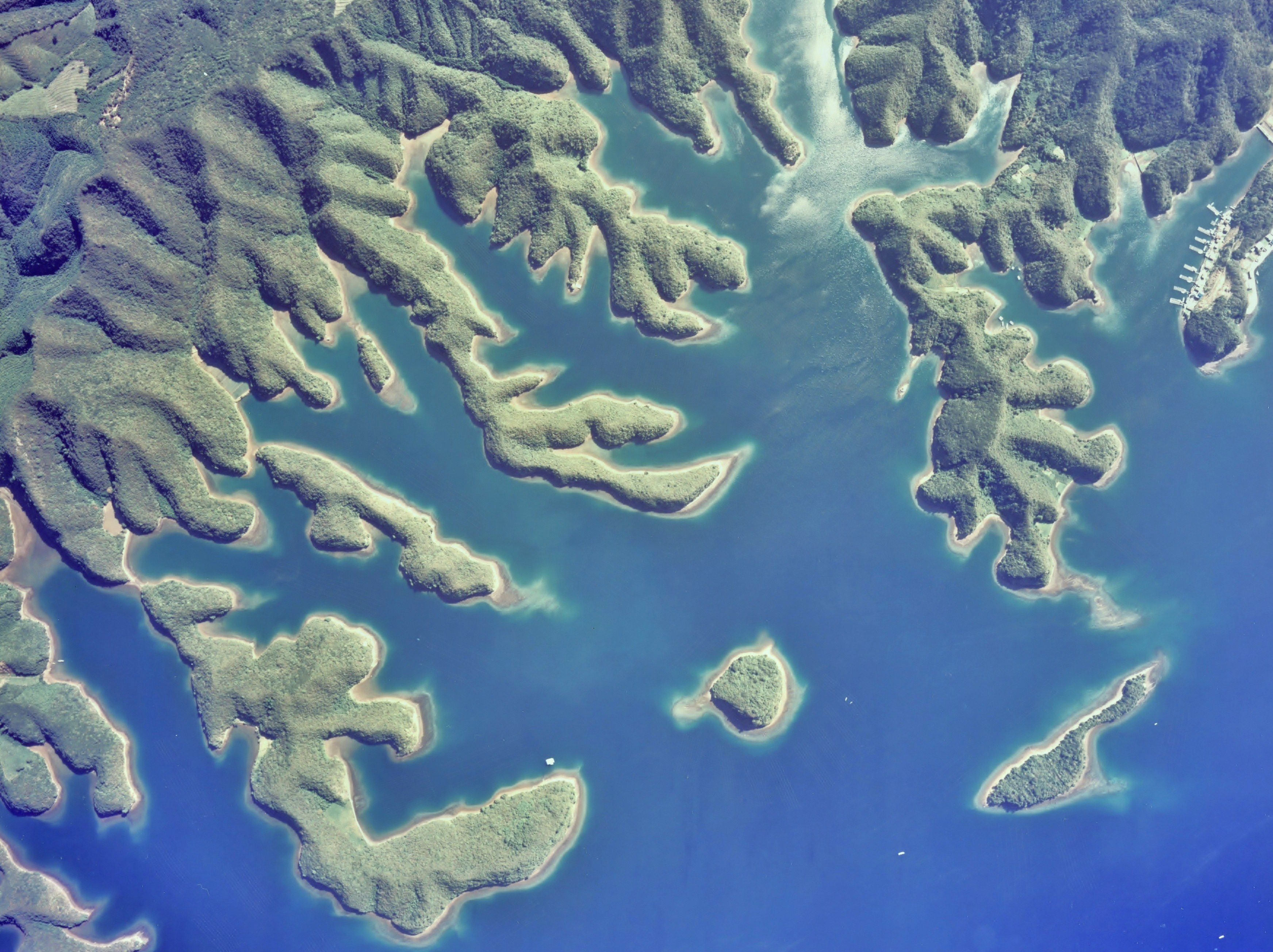
対馬浅茅湾の拡大空中写真（画像横幅約2.5km。出典:同上）

リアス海岸（リアスかいがん、ガリシア語: Ría、英: ria coast）は、せまい湾が複雑に入り込んだ沈水海岸のこと。リアス式海岸、あるいはスペイン語でリア（単数形）、またリアの複数形を用いてリアスともいう。

## 形成まで
谷が沈降してできた入り江を、溺れ谷（おぼれだに、drowned valley）という。もともと海岸線に対して垂直方向に伸び、河川により侵食されてできた開析谷が溺れ谷になり、それが連続して鋸の歯のようにギザギザに連なっているような地形をリアス式海岸という。海岸線に対して平行な開析谷が沈水した場合は、ダルマチア式海岸と呼ばれる。海岸線に直角な隆伏の激しい地形が沈水するとリアス式海岸になり、さらに沈水が進むと多島海になる。元々、これらの沈水は谷の周辺の沈降によって起きたと考えられていたが、気候変動などの研究が進み、最終氷期が終わったことによる世界的な海水面の上昇によるものと考えられるようになった。
リアス式海岸の鋸の歯のように複雑に入り組んだ入り江内は、波が低く水深が深いため、港として古くから使われた。溺れ谷に河川が流れ込み続けるなど、汽水域としての環境もあり、沿岸漁業や養殖などの漁業が中心として営まれるほか、周辺の離島が障害になって敵軍艦に攻撃されにくいことから軍港が立地されることも多い。

しかし、陸地は起伏が多く、急な傾斜の山地が海岸にまで迫ることもあり、平地が少ないため、陸路での移動は不便になりやすい。このため、長らく船以外に外部との交通手段がない陸の孤島となっていた場所もある。

## 災害時の被害
リアス式海岸は、海岸線に対して垂直に開き、湾口に較べて奥の方が狭く浅くなっている入り江なので、沖合では低い津波も波高が急激に高くなり、大きな被害をもたらすことがある。そのため、津波を防ぐための高い防潮堤を設けるなどの対策が取られている。また、湾内では一度押し寄せた津波が反射波となり対岸同士を繰り返し襲い、津波の継続時間が長いことも知られている。また、平地が狭隘で海に迫っているため、交通網が寸断している可能性が高く、津波が去った後の救助・支援活動にも障害がある。

## 用語
リアス式海岸という名称は、スペイン北西部のガリシア地方で多く見られる入り江に由来する。ドイツの探検家であり近代地形学の草分けであるフェルディナント・フォン・リヒトホーフェンは1886年に『研究旅行者への手引き』を発行し、この中でガリシア語等で「入り江」を意味する単語であるリアあるいは、入り江の多い地方の名前を元に命名した。ただしリヒトホーフェンは、海岸線と垂直な方向に伸びる溺れ谷の連続する複雑な形の海岸線をリアス式海岸と定義していた。
1919年にアメリカの地形学者のジョンソンは、より広い言葉として沈水海岸を定義し、リヒトホーフェンの定義したリアス式海岸のうち、河川の侵食によってできた開析谷が沈水して溺れ谷となっている場合をリアス式海岸、氷河の侵食によってできたU字谷が元になっている場合をフィヨルドと定義し、これが定着した。
リアスは複数形であるが、オットー・シュリューターは1924年、フィヨルドのように単数形を用いたリア式海岸と呼ぶ方が妥当と論じた。
日本ではリアス式海岸とリアス海岸は混用され、学校教育の教材では1927年（昭和2年）の地理教育用資料に「リアス海岸」が登場し、1955年（昭和30年）頃から2008年（平成20年）頃まではリアス式海岸と表記していたが、それ以後はリアス海岸と表記するようになった。
1933年（昭和8年）発行の『地理学評論』に収録された「リアス式海岸と云う術語に就て」で、著者の岡田武松は「要するに地形學者間でも未だ一定して居らないのだと云ふに過ぎない」と結んでいる。この論文では、「リアス式海岸」という用語が当時の地形学界でまだ統一された定義を持たなかったことが指摘されている。観光地などではリアス式海岸という記述が残るが、学校教育においては、現在はリアス海岸の語で統一されている。

## リアス海岸の例

### 海外
- ガリシア地方
- イングランドの南部
- フランスのブルターニュ半島
- トルコ西部のエーゲ海沿岸
- オーストラリア。写真参照
- アメリカ西海岸のサンフランシスコ湾
- アメリカ東海岸のチェサピーク湾
- 東南アジアのアンダマン海の西岸
- ベトナム北部から中国南部に至るトンキン湾西岸
- ボルネオ島北岸
- 朝鮮半島南岸

これらの地域は、リアス海岸が見られる代表的な地域として知られている。

### 日本国内
- 三陸海岸の中部から南部
  - 三陸海岸は全体として隆起海岸であるが、岩手県宮古市を境に南部では隆起速度を上回る海面上昇によって相対的に沈水してリアス海岸となっている一方、北部では陸地が大きく隆起したことから海岸段丘となっている。
- 房総半島南部の一部（千葉県夷隅郡御宿町から鴨川市にかけての一帯）
- 三浦半島
- 伊豆半島
- 若狭湾周辺
- 紀伊半島の太平洋岸と志摩半島（和歌山県および三重県）
- 山陰海岸（京都府丹後半島から兵庫県但馬地方、鳥取県東部にかけての一帯）
- 瀬戸内海沿岸

リアス海岸がさらに沈降し山の頂部分が島になった多島海であるが、備前市周辺や呉市周辺など部分的にリアス式も点在する。
- 宇和海
- 日豊海岸
- 日南海岸中部から南部
- 東松浦半島北岸から西岸にかけて（佐賀県）
- 北松浦半島西岸・九十九島（長崎県）
- 浅茅湾（長崎県対馬市）
- 坊津（鹿児島県）